# Vassili Botkine
Pour les articles homonymes, voir Botkine.
Vassili Pétrovitch Botkine (en russe Васи́лий Петро́вич Бо́ткин, né le 27 décembre 1812 (8 janvier 1813 dans le calendrier grégorien) à Moscou, mort le 10 octobre 1869 (22 octobre dans le calendrier grégorien) à Saint-Pétersbourg) était un écrivain russe, critique littéraire et traducteur, frère aîné du célèbre médecin Sergueï Botkine et ami de Tourguéniev ainsi que de Biélinski qui le fit travailler aux Annales de la Patrie. 

## Œuvres traduites en français
- Lettres sur l'Espagne, traduction et préface d'Alexandre Zviguilsky, Centre de recherches hispaniques, Institut d'études hispaniques, Paris, 1969, 341 p. lire en ligne